# John de Chastelain
Alfred John Gardyne Drummond de Chastelain, né le 30 juillet 1937 à Bucarest (Roumanie), est un militaire et diplomate canadien.
Il est par deux fois chef d'État-Major de la Défense entre 1989 et 1993 et de 1994 à 1995, ambassadeur du Canada aux États-Unis de 1993 à 1994, et chef de la commission internationale indépendante sur la démilitarisation de l'Irlande du Nord de 1997 à 2011. Il est également vice-chef d'État-Major entre 1988 et 1989 et commandant du Collège militaire royal du Canada de 1977 à 1980.

## Biographie
John de Chastelain est un sujet britannique né en Roumanie. Il a commencé à étudier au Fettes College d'Édimbourg, en Écosse en vue d'une carrière militaire. Il a immigré au Canada en 1955 et est naturalisé citoyen canadien en 1962. Il se joint à la milice comme simple soldat dans les Calgary Highlanders. En 1956, de Chastelain est muté dans l'armée et admis au Collège militaire royal du Canada (CMR) où il obtient un baccalauréat ès arts en histoire en 1960.
Il a servi avec le Princess Patricia's Canadian Light Infantry (PPCLI) (régiment d'Infanterie Légère Princesse Patricia du Canada). Il a été commandant du CMR, commandant adjoint de la Force mobile, sous-ministre adjoint (personnel) et vice-chef d'État-Major de la Défense. Le Premier ministre Brian Mulroney l'élève au grade de général et le nomme chef d'État-Major de la Défense (CEMD) en septembre 1989. de Chastelain dirige les Forces armées canadiennes à la fin de la Guerre froide, pendant la crise d'Oka, la Guerre du Golfe et lors de la mission en Somalie en 1993.
En 1993, il a été transféré à la Réserve et nommé ambassadeur du Canada aux États-Unis. En 1994, il a été rappelé dans les Forces régulières et nommé à nouveau chef d'État-Major de la Défense (Canada), poste qu'il a quitté en décembre 1995.
En novembre 1995, de Chastelain est nommé à la commission internationale indépendante sur la démilitarisation de l'Irlande du Nord, qu'il dirige de 1997 à 2011.

## Distinctions
- Commandeur de l'Ordre du mérite militaire du Canada (1985)
- Commandeur du Très vénérable ordre de Saint-Jean (1991)
- Médaille du Mérite et de l'Honneur de la Grèce (1993)
- Officier de l'Ordre du Canada (1995)
- Commandeur de la Legion of Merit des États-Unis (1995)
- Membre de l'ordre des compagnons d'honneur (1999)

## Sources
- (en) Cet article est partiellement ou en totalité issu de l’article de Wikipédia en anglais intitulé « John de Chastelain » (voir la liste des auteurs).
- L'Encyclopédie canadienne